# Lomtjärnen (Floda socken, Dalarna)
Lomtjärnen är en sjö i Gagnefs kommun i Dalarna och ingår i Dalälvens huvudavrinningsområde.